# Attilio Salvadè
Attilio Salvadè (Diesbach, 29 maggio 1882 – Genova, 27 settembre 1944) è stato un calciatore svizzero.

## Carriera
Socio del Genoa, vinse con i grifoni due scudetti, nel 1902 e nel 1904.
Con i rossoblù giocò dal 1902 al 1905.
Il suo esordio ufficiale è datato 9 marzo 1902, nell'incontro del Girone Ligure/Lombardo che vide affrontarsi il Genoa contro l'Andrea Doria che era anche il primo derby di Genova. La partita terminò per tre a uno per i rossoblù e Salvadè entro nel tabellino dei marcatori. La stagione del Genoa si concluse con la vittoria nella finale contro il Milan.
Il 22 ottobre 1902 su sua proposta il club istituì il settore giovanile, il primo ad essere fondato in Italia.
Il 26 aprile partecipò al primo match disputato da un club italiano in terra straniera, incontro che vide il Genoa affrontare il Football Velo-Club de Nice. La partita terminò per tre a zero per i rossoblù.
Il 7 giugno seguente era nella rosa della sezione "Allievi" che sconfisse il Collegio Convitto di Genova per 3 a 0 con la seguente formazione: Crosa, Aleyandro Cevasco, Vigliacca, Luigi Ferraris, Giuseppe Castruccio, Alfred Cartier, Silvio Pellerani, José de Rodrigues Martins, Salvadè, Luigi Pollak ed Emilio Storace.
Ritornò a giocare un incontro ufficiale con il Genoa nella 1904, giocando nella finale del 27 marzo, vinta dai Grifoni per uno a zero contro la Juventus.
Nel 1905, l'ultimo che disputò, arrivò con i rossoblù al secondo posto nella classifica del Girone Finale.
Con i genovesi vanta anche una presenza in Medaglia del Re e nove con un gol in Palla Dapples.

## Palmarès

### Calciatore

#### Club

##### Competizioni nazionali
- Campionato italiano: 2

Genoa: 1902, 1904